# Krašlovice
Krašlovice jsou obec v okrese Strakonice v Jihočeském kraji. Leží na levém břehu řeky Blanice necelé čtyři kilometry severozápadně od Vodňan. Žije v ní 163 obyvatel.

## Historie
První písemná zmínka o obci pochází z roku 1262 (Craslouice).

## Obyvatelstvo
| Rok            | 1869 | 1880 | 1890 | 1900 | 1910 | 1921 | 1930 | 1950 | 1961 | 1970 | 1980 | 1991 | 2001 | 2011 | 2021 |
| -------------- | ---- | ---- | ---- | ---- | ---- | ---- | ---- | ---- | ---- | ---- | ---- | ---- | ---- | ---- | ---- |
| Počet obyvatel | 375  | 359  | 327  | 338  | 329  | 318  | 325  | 218  | 195  | 152  | 177  | 180  | 137  | 149  | 141  |
| Počet domů     | 47   | 48   | 47   | 49   | 48   | 50   | 53   | 53   | 43   | 44   | 38   | 53   | 56   | 61   | 61   |

## Obecní správa
Mezi lety 1850–1889 patřily Krašlovice jako osada obce ke Skočicím v okrese Písek. V letech 1890–1971 byly obcí v okrese Písek (1921–1930), poté v okrese Vodňany (1950) a později v okrese Strakonice. Od 26. listopadu 1971 do 23. listopadu 1990 patřily znovu jako část obce ke Skočicím, kdy se konaly obecní volby a od 24. listopadu 1990 jsou opět samostatnou obcí, ale Lidmovice již zůstaly součástí Skočic.

### Části obce
Obec Krašlovice se skládá ze dvou částí na dvou katastrálních územích.
- Krašlovice (i název k. ú.)
- Vitice (k. ú. Vitice u Vodňan)

V letech 1963–1971 k obci patřily Lidmovice.